# 日本航空個人情報流出事件
日本航空個人情報流出事件（にほんこうくうこじんじょうほうりゅうしゅつじけん）とは2014年9月24日に発覚した、日本航空の保管する個人情報が流出したという事件。これは社内のパソコンがウイルスに感染したために発生した事件であり、当日の発表によれば、最大で75万件の個人情報が流出している可能性があるとのこと。これにより流出したのはマイレージ会員の住所や生年月日などであるが、パスワードやクレジットカード番号などは流出していないもよう。9月29日には、この流出事件の中間発表が行われた。これによるとウイルスに感染して個人情報が流出したパソコンには、少なくとも19万337人分の個人情報が存在していたとのこと。植木義晴社長は同日の記者会見で、多くのお客様や関係者に迷惑をかけたことを謝罪し、今後は外部からの不正アクセスに対する監視を強化すると話した。